# Erythrandra distincta
Erythrandra distincta är en tvåvingeart som först beskrevs av Townsend 1892.  Erythrandra distincta ingår i släktet Erythrandra och familjen köttflugor. Inga underarter finns listade i Catalogue of Life.